# Microsoft Transaction Server
 (août 2020).
Si vous disposez d'ouvrages ou d'articles de référence ou si vous connaissez des sites web de qualité traitant du thème abordé ici, merci de compléter l'article en donnant les références utiles à sa vérifiabilité et en les liant à la section « Notes et références ».
Microsoft Transaction Server ( MTS ou COM+) est un logiciel qui fournit des services au Component Object Model (COM) de Microsoft. Il fournit notamment le support de transaction.

## Historique
MTS était initialement fourni par Windows NT 4.0 Option Pack. Dans Windows 2000, MTS a été amélioré et mieux intégré dans le système d'exploitation et renommé en COM+. Il avait entre autres l'object pooling (voir (en) object pool), le couplage.
COM+ est encore utilisé avec Windows Server 2003 et Windows Server 2008. .NET Framework fournit une couche logicielle pour l'espace de noms EnterpriseServices. Le Windows Communication Foundation (WCF) fournit un moyen d'appeler des applications COM+ avec des services Web. 
À terme, .NET remplacera COM+.

## Architecture
Une architecture MTS comprend notamment :
- MTS Executive (mtxex.dll)
- MTS Server Component
- Les clients MTS
- Des systèmes auxiliaires comme
  - Des services Moteur d'exécution COM
  - Service Control Manager (services.exe)
  - Distributed Transaction Coordinator (MS-DTC)
  - Microsoft Message Queuing, voir (en) Microsoft Message Queuing
  - COM-Transaction Integrator (COM-TI)
  - etc.